# 15575 Manyakumar
15575 Manyakumar è un asteroide della fascia principale. Scoperto nel 2000, presenta un'orbita caratterizzata da un semiasse maggiore pari a 2,754729 UA e da un'eccentricità di 0,170686, inclinata di 5,251654° rispetto all'eclittica. Ha un diametro di 4,723 km.